# سیارک ۲۴۵۹
سیارک ۲۴۵۹ (به انگلیسی: 2459 Spellmann، نامگذاری:1980LB1) دو هزار و چهارصد و پنجاه و نهمین سیارک کشف شده‌است که در ۱۱ ژوئن ۱۹۸۰ کشف شد.
قدر مطلق سیارک برابر ۱۲٫۰۰ است.